# Protodacnusa litoralis
Protodacnusa litoralis är en stekelart som beskrevs av Griffiths 1964. Protodacnusa litoralis ingår i släktet Protodacnusa och familjen bracksteklar. Inga underarter finns listade i Catalogue of Life.